# Liste der Naturschutzgebiete im Landkreis Altenburger Land
Im Thüringer Landkreis Altenburger Land gibt es sieben Naturschutzgebiete. 
| Name des Gebietes  | Bild           | Kennung | WDPA      | Landkreis / Stadt          | Beschreibung / Bemerkungen | Standort | Fläche in Hektar | Datum der Verordnung |
| ------------------ | -------------- | ------- | --------- | -------------------------- | -------------------------- | -------- | ---------------- | -------------------- |
| Brandrübeler Moor  | weitere Bilder | 187     | 162535    | Landkreis Altenburger Land |                            | Position | 5,9              | 1967                 |
| Fasanerieholz      | weitere Bilder | 186     | 163027    | Landkreis Altenburger Land |                            | Position | 18,7             | 1961                 |
| Haselbacher Teiche | weitere Bilder | 398     | 555552621 | Landkreis Altenburger Land |                            | Position | 125              | 2012                 |
| Leinawald          | weitere Bilder | 185     | 164422    | Landkreis Altenburger Land |                            | Position | 1843,7           | 1961                 |
| Lödlaer Bruch      |                | 184     | 164501    | Landkreis Altenburger Land |                            | Position | 33,2             | 1967                 |
| Phönix Nord        |                | 401     | 389967    | Landkreis Altenburger Land |                            | Position | 167,2            | 2008                 |
| Restloch Zechau    | weitere Bilder | 188     | 165144    | Landkreis Altenburger Land |                            | Position | 160              | 1990                 |